# قائمة أنواع الحامول
يوجد عدة أنواع من جنس الحامول:
- حامول أحادي المدقة (الاسم العلمي:Cuscuta monogyna)
- حامول أحمر (الاسم العلمي:Cuscuta rubella)
- حامول أراراتي (الاسم العلمي:Cuscuta araratica)
- حامول أصفر التسييج (الاسم العلمي:Cuscuta xanthochortos)
- حامول أفريقي (الاسم العلمي:Cuscuta africana)
- حامول أمريكي (الاسم العلمي:Cuscuta americana)
- حامول أنديزي (الاسم العلمي:Cuscuta andina)
- حامول أوروبي (الاسم العلمي:Cuscuta europaea)
- حامول آسيوي (الاسم العلمي:Cuscuta asiatica)
- حامول بابلي (الاسم العلمي:Cuscuta babylonica)
- حامول بنفسجي (الاسم العلمي:Cuscuta purpurata)
- حامول بيروفي (الاسم العلمي:Cuscuta peruviana)
- حامول جنوبي (الاسم العلمي:Cuscuta australis)
- حامول حاد (الاسم العلمي:Cuscuta acuta)
- حامول حاد الفلقات (الاسم العلمي:Cuscuta acutiloba)
- حامول حبشي (الاسم العلمي:Cuscuta abyssinica)
- حامول حلو الرائحة (الاسم العلمي:Cuscuta suaveolens)
- حامول حليمي (الاسم العلمي:Cuscuta papillosa)
- حامول رأسي (الاسم العلمي:Cuscuta capitata)
- حامول شيلي (الاسم العلمي:Cuscuta chilensis)
- حامول صبغي (الاسم العلمي:Cuscuta tinctoria)
- حامول صرودي (الاسم العلمي:Cuscuta alpestris)
- حامول صعتري (الاسم العلمي:Cuscuta epithymum)
- حامول صغير (الاسم العلمي:Cuscuta pusilla)
- حامول صيني (الاسم العلمي:Cuscuta chinensis)
- حامول عذقي الإزهرار (الاسم العلمي:Cuscuta corymbosa)
- حامول غشائي (الاسم العلمي:Cuscuta membranacea)
- حامول فلسطيني (الاسم العلمي:Cuscuta palaestina)
- حامول قلنسوي (الاسم العلمي:Cuscuta mitriformis)
- حامول قليل الأزهار (الاسم العلمي:Cuscuta pauciflora)
- حامول كاليفورني (الاسم العلمي:Cuscuta californica)
- حامول كبير الزهرة (الاسم العلمي:Cuscuta grandiflora)
- حامول كتاني (الاسم العلمي:Cuscuta epilinum)
- حامول كردي (الاسم العلمي:Cuscuta kurdica)
- حامول كروي الزهرة (الاسم العلمي:Cuscuta globiflora)
- حامول كوستاريكي (الاسم العلمي:Cuscuta costaricensis)
- حامول لامع (الاسم العلمي:Cuscuta nitida)
- حامول مالح (الاسم العلمي:Cuscuta salina)
- حامول مالس (الاسم العلمي:Cuscuta glabrior)
- حامول محرشف (الاسم العلمي:Cuscuta squamata)
- حامول مخمس (الاسم العلمي:Cuscuta pentagona)
- حامول مرجي (الاسم العلمي:Cuscuta campestris)
- حامول مستدق (الاسم العلمي:Cuscuta acuminata)
- حامول مستدير الزهرة (الاسم العلمي:Cuscuta rotundiflora)
- حامول مسطح الزهرة (الاسم العلمي:Cuscuta planiflora)
- حامول مضغوط (الاسم العلمي:Cuscuta compacta)
- حامول مضلع (الاسم العلمي:Cuscuta angulata)
- حامول مظلي (الاسم العلمي:Cuscuta umbellata)
- حامول مكسيكي (الاسم العلمي:Cuscuta mexicana)
- حامول منعكس (الاسم العلمي:Cuscuta reflexa)
- حامول هندي (الاسم العلمي:Cuscuta indica)
- حامول ياباني (الاسم العلمي:Cuscuta japonica)
- (الاسم العلمي:Cuscuta anthemi)
- (الاسم العلمي:Cuscuta aphylla)
- (الاسم العلمي:Cuscuta appendiculata)
- (الاسم العلمي:Cuscuta applanata)
- (الاسم العلمي:Cuscuta approximata)
- (الاسم العلمي:Cuscuta argentinana)
- (الاسم العلمي:Cuscuta aristeguietae)
- (الاسم العلمي:Cuscuta attenuata)
- (الاسم العلمي:Cuscuta balansae)
- (الاسم العلمي:Cuscuta bella)
- (الاسم العلمي:Cuscuta bifurcata)
- (الاسم العلمي:Cuscuta blepharolepis)
- (الاسم العلمي:Cuscuta boldinghii)
- (الاسم العلمي:Cuscuta boliviana)
- (الاسم العلمي:Cuscuta brachycalyx)
- (الاسم العلمي:Cuscuta bracteata)
- (الاسم العلمي:Cuscuta brevisquamata)
- (الاسم العلمي:Cuscuta bucharica)
- (الاسم العلمي:Cuscuta callinema)
- (الاسم العلمي:Cuscuta cassytoides)
- (الاسم العلمي:Cuscuta ceanothi)
- (الاسم العلمي:Cuscuta cephalanthi)
- (الاسم العلمي:Cuscuta cesatiana)
- (الاسم العلمي:Cuscuta chapalana)
- (الاسم العلمي:Cuscuta chlorocarpa)
- (الاسم العلمي:Cuscuta choisiana)
- (الاسم العلمي:Cuscuta citricola)
- (الاسم العلمي:Cuscuta cockerellii)
- (الاسم العلمي:Cuscuta convallariiflora)
- (الاسم العلمي:Cuscuta corniculata)
- (الاسم العلمي:Cuscuta coryli)
- (الاسم العلمي:Cuscuta corymbosa)
- (الاسم العلمي:Cuscuta cotijana)
- (الاسم العلمي:Cuscuta cozumeliensis)
- (الاسم العلمي:Cuscuta cristata)
- (الاسم العلمي:Cuscuta croymbosa)
- (الاسم العلمي:Cuscuta curta)
- (الاسم العلمي:Cuscuta cuspidata)
- (الاسم العلمي:Cuscuta decipiens)
- (الاسم العلمي:Cuscuta deltoidea)
- (الاسم العلمي:Cuscuta dentatasquamata)
- (الاسم العلمي:Cuscuta denticulata)
- (الاسم العلمي:Cuscuta desmouliniana)
- (الاسم العلمي:Cuscuta durangana)
- (الاسم العلمي:Cuscuta elpassiana)
- (الاسم العلمي:Cuscuta erosa)
- (الاسم العلمي:Cuscuta exaltata)
- (الاسم العلمي:Cuscuta fasciculata)
- (الاسم العلمي:Cuscuta ferganensis)
- (الاسم العلمي:Cuscuta foetida)
- (الاسم العلمي:Cuscuta friesii)
- (الاسم العلمي:Cuscuta gerrardii)
- (الاسم العلمي:Cuscuta gigantea)
- (الاسم العلمي:Cuscuta globosa)
- (الاسم العلمي:Cuscuta globularis)
- (الاسم العلمي:Cuscuta globulosa)
- (الاسم العلمي:Cuscuta glomerata)
- (الاسم العلمي:Cuscuta goyaziana)
- (الاسم العلمي:Cuscuta gracillima)
- (الاسم العلمي:Cuscuta gronovii)
- (الاسم العلمي:Cuscuta gymnocarpa)
- (الاسم العلمي:Cuscuta harperi)
- (الاسم العلمي:Cuscuta haughtii)
- (الاسم العلمي:Cuscuta haussknechtii)
- (الاسم العلمي:Cuscuta hitchcockii)
- (الاسم العلمي:Cuscuta howelliana)
- (الاسم العلمي:Cuscuta hyalina)
- (الاسم العلمي:Cuscuta incurvata)
- (الاسم العلمي:Cuscuta indecora)
- (الاسم العلمي:Cuscuta insquamata)
- (الاسم العلمي:Cuscuta jalapensis)
- (الاسم العلمي:Cuscuta jepsonii)
- (الاسم العلمي:Cuscuta karatavica)
- (الاسم العلمي:Cuscuta kilimanjari)
- (الاسم العلمي:Cuscuta kotschyana)
- (الاسم العلمي:Cuscuta lacerata)
- (الاسم العلمي:Cuscuta lehmanniana)